# یوکاری بلتارلا (باشماکچی)
یوکاری بلتارلا (به ترکی استانبولی: Yukarıbeltarla) یک منطقهٔ مسکونی در ترکیه است که در باشماکچی واقع شده‌است. یوکاری بلتارلا ۴۵۵ نفر جمعیت دارد.